# Зајмовни капитал
Зајмовни капитал подразумева средства добијена на основу дужничке обавезе.
Јавља се на одређеном степену развоја робне производње као осамостаљен део привремено ослобођеног индустријског капитала.

## Однос између дужника и повериоца
Корисник зајмовног капитала је дужник, а власник капитала је поверилац. Између дужника и повериоца се јавља кредитни однос. Зајмовни капитал своме власнику доноси доходак у виду камате (камата је цена употребе капитала).
Каматна стопа се креће између нуле и просечне профитне стопе. Каматна стопа зависи од понуде и тражње за зајмовним капиталом, као и од мера економске политике одређене државе, будући да је камата важан инструмент економске политике. Политиком ниске каматне стопе држава може да фаворизује поједине привредне гране.
Ако у кружном кретању индустријског капитала убацимо и зајмовни капитал, онда образац кретања капитала има облик:
- новац — роба — производња — итд.

## Извори зајмовног капитала
Извори зајмовног капитала могу бити:
- амортизациони фондови,
- акумулациони фондови,
- резервни фондови,
- шпекулативни фондови,
- новчани капитал лица која поседују велико богатство.